# رگبرگ
انشعابات دسته های چوبی و آبکشی ساقه که بوسیله دمبرگ وارد پهنک می شوند.
رگبرگ، به مجراهایی گفته می شود که آب و مواد معدنی در داخل برگ در آن جریان دارند.
رگبرگی که مستقیماً از دمبرگ داخل پهنک می گردد رگبرگ اصلی نامیده می شود و رگبرگهای دیگر که از انشعاب رگبرگ اصلی به وجود آمده اند رگبرگ فرعی نام دارند.